# Kequyen Lam
Pour les articles homonymes, voir Lam.
Kequyen Lam, né le 3 octobre 1979 à Macao, est un fondeur et un snowboardeur canadien et portugais.

## Biographie
Né à Macao comme enfant de boat-people réfugiés sino-vietnamiens (ses grands-parents sont Chinois), il quitte Macao à l'âge de 3 mois. Sa famille hôte est alors à Abbotsford en Colombie-Britannique.
Qualifié pour les Jeux olympiques d'hiver de 2014 en snowboard, il se blesse avant et ne participe pas à cette édition et choisit le ski de fond pour les Jeux olympiques d'hiver de 2018, pour lesquels il est le porte-drapeau de la délégation portugaise et y termine 109e du quinze kilomètres libre. Il s'agit de son ultime compétition internationale.
Il a concouru en snowboard sous les couleurs du Canada au début des années 2000, puis officiellement à partir de 2009 pour le Portugal, prenant part notamment aux Championnats du monde 2013.